# St Andrew’s Church (Clevedon)

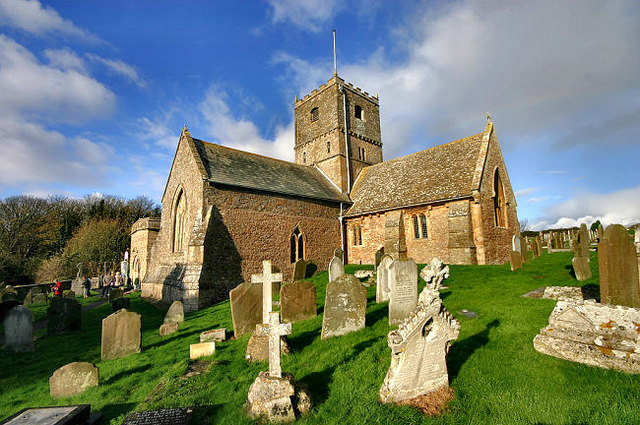
Die Kirche St Andrew’s

St Andrew’s Church ist ein Kirchengebäude der Kirche von England in Clevedon in der Grafschaft Somerset. Das Bauwerk befindet sich in herausragender Lage inmitten eines Friedhofes oberhalb des Ortes an einer Steilküste zum Meer und ist eingestuft als Listed Building des Grade I.

## Geschichte und Beschreibung
Die auf kreuzförmigem Grundriss errichtete mittelalterliche Kirche geht im Kern auf ein Bauwerk der Romanik zurück. Der Vierungsturm, der im 17. Jahrhundert erhöht wurde, sowie die ihn tragenden Pfeiler und Arkadenbögen entstanden im 12. Jahrhundert. Der Chorbogen besitzt ein eigenartiges spätromanisches Zackenmuster, der Vierungsbogen zum Langhaus wurde in gotischer Zeit vergrößert. Die Arkaden zum südlichen Seitenschiff werden in das frühe 14. Jahrhundert datiert. Der Innenraum und insbesondere das Dach erhielten ihre heutige Form in umfangreichen Renovierungsarbeiten im 19. Jahrhundert.
Das Gotteshaus war in der Fernsehserie Broadchurch mehrfach als Drehort zu sehen.